# Fürstentum Lippe
Das Fürstentum Lippe war ein deutsches Fürstentum. Es entstand 1789 durch Erhebung der Grafschaft Lippe zum Reichsfürstentum.
Zunächst war das Fürstentum Lippe ein zum Niederrheinisch-Westfälischen Reichskreis zählendes Territorium im Heiligen Römischen Reich. Es überdauerte das Ende des Reiches für kurze Zeit im Rheinbund, bestand im 19. Jahrhundert im Deutschen Bund und im Deutschen Reich fort und wurde 1919 in den Freistaat Lippe umgewandelt.

## Geschichte

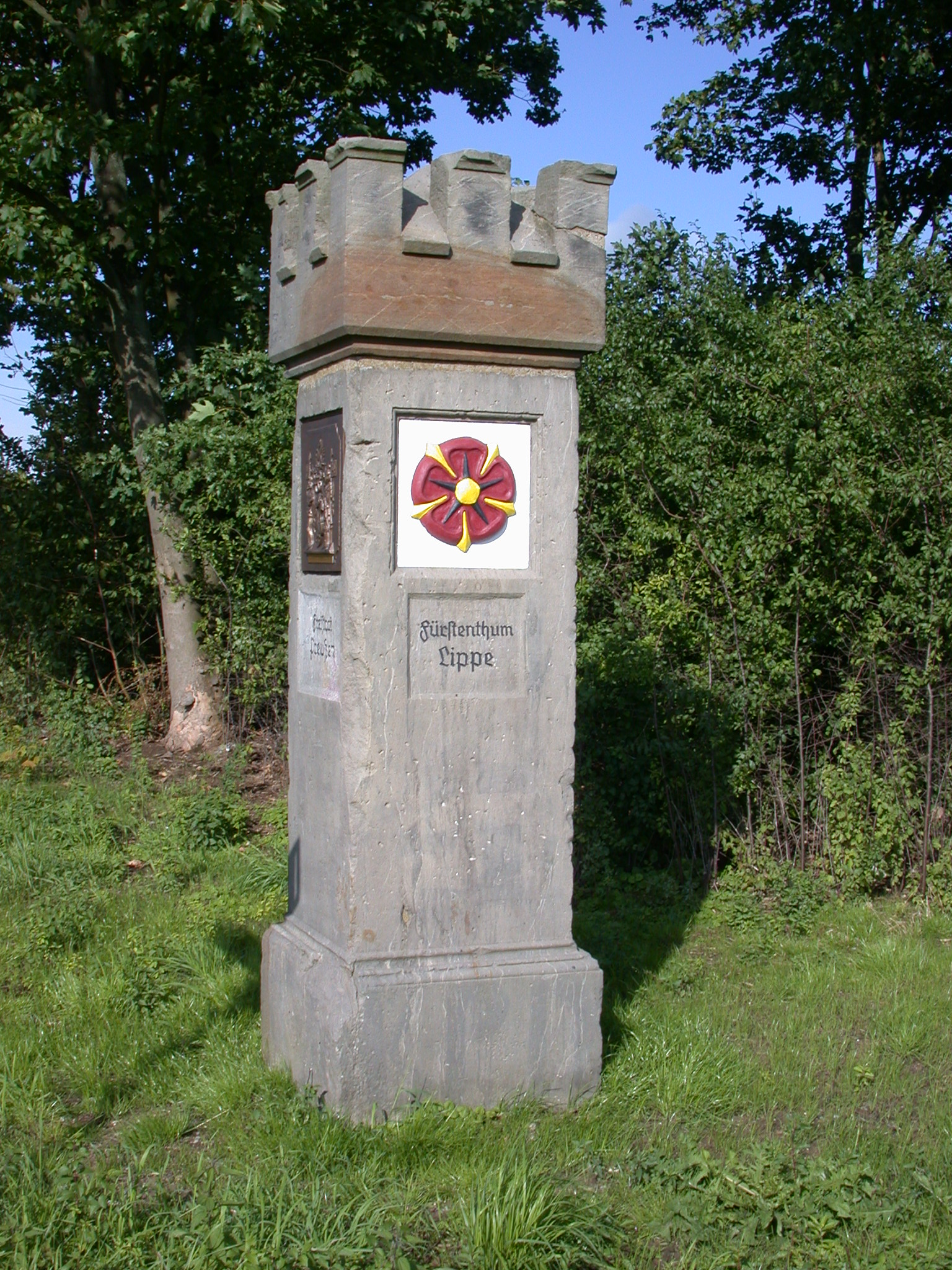
Grenzstein zwischen dem Fürstenthum Lippe und dem Königreich Preußen in Wüsten-Pehlen

Leopold I. (1767–1802) wurde 1789 der erste Fürst zur Lippe. Nachdem Lippe 1866 dem Norddeutschen Bund beigetreten und 1871 Teil des Deutschen Reiches geworden war, starb Fürst Woldemar am 20. Juli 1895 kinderlos. Der Titel ging daraufhin nominell auf seinen nicht regierungsfähigen Bruder Alexander über; die Regentschaft trat zunächst der von Fürst Woldemar testamentarisch dazu bestimmte Prinz Adolf zu Schaumburg-Lippe an.
Da die gräflichen Linien Lippe-Biesterfeld und Lippe-Weißenfeld ebenfalls Ansprüche auf Regentschaft und Nachfolge erhoben, ergab sich daraus der bis ins Jahr 1905 andauernde lippische Erbfolgestreit. Der schaumburg-lippische Anspruch wurde dabei vom deutschen Kaiser Wilhelm II. (mit dessen Schwester Prinz Adolf verheiratet war) aktiv unterstützt.
Ein beim Reichsgericht in Leipzig angesiedeltes Schiedsgericht entschied die Angelegenheit jedoch 1897 zugunsten von Graf Ernst zur Lippe-Biesterfeld, der daraufhin die Regentschaft übernahm. Dennoch wurden ihm auf Anweisung Wilhelms II. die ihm zustehenden Ehrerweisungen und die Anrede „Erlaucht“ durch in Lippe stationiertes Militär verweigert. Daraufhin wandte sich der gelähmte Grafregent in einem Rundschreiben an die deutschen Bundesfürsten und beschwerte sich über den Kaiser – ein nie dagewesener Vorgang, der die öffentliche Meinung in Deutschland stark bewegte und für die Biesterfelder Position einnahm.
Nach dem Tod des Grafregenten Ernst im Jahr 1904 übernahm dessen Sohn Leopold die Regentschaft. Als im darauffolgenden Jahr auch Fürst Alexander verstarb und das Reichsgericht das Erbfolgerecht des Hauses Lippe-Biesterfeld endgültig anerkannte, bestieg er als Fürst Leopold IV. den Thron.
Nach dem Ersten Weltkrieg, am 12. November 1918, dankte Fürst Leopold IV. ab.  Aus dem Fürstentum wurde ein Freistaat, der Freistaat Lippe, im Verband des Deutschen Reiches.

## Staatsaufbau und Verwaltungsgliederung
Nachdem 1819/20 der Versuch einer Verfassungsgebung an den Ständen gescheitert war, kam es 1836 zu einem ersten Grundgesetz, das 1849 liberalisiert und in den Jahren 1853, 1876 und 1912 zunächst restauriert und im Folgenden dann stetig modernisiert wurde. Das 1876 eingeführte Wahlrecht löste eine bis dahin die längste Zeit weitgehend ständisch geprägte Verfassung ab und führte das Dreiklassenwahlrecht ein – mitnichten also ein Wahlrecht, das eine allgemeine und gleichberechtigte demokratische Partizipationsmöglichkeit der Bürger bot. Lippe wandelte sich damit aber immerhin zu einer konstitutionellen Monarchie. Ein Landtag wurde 1836 eingesetzt, der die legislative Gewalt im vom Landesherrn gewährten Rahmen maßgeblich verkörperte. Die höchste Landesbehörde war das Kabinettsministerium, welchem die höheren Verwaltungs- und Justizbehörden untergeordnet waren. Die höhere Landesverwaltungsbehörde war das Regierungskollegium. 1868 wurden die fürstlichen und staatlichen Besitzungen getrennt. Dem Fürsten blieb ein umfangreiches Domanialvermögen (darunter die Schlösser, Domänen, Forste, Erbpachtgüter, das Bad Meinberg und die Saline in Uflen), das nach seiner Abdankung größtenteils dem Staat zufiel (vgl. auch Domänenfrage).
Als Oberlandesgericht fungierte lange Zeit das preußische Oberlandesgericht Celle (Staatsvertrag vom 4. Januar 1879). In dessen Gerichtsbezirk Detmold wurden die Amtsgerichte Alverdissen, Blomberg, Detmold, Hohenhausen, Horn, Lage, Lemgo, Oerlinghausen und Salzuflen eingerichtet. Die Exklaven Lipperode und Cappel gehörten zum preußischen Amtsgericht Lippstadt. Bevor Lippe sich an das Oberlandesgericht Celle band, war es seit 1817 gemeinsam mit dem Herzogtum Braunschweig und den Fürstentümern Schaumburg-Lippe und Waldeck dem Oberappellationsgericht in Wolfenbüttel unterstellt. Als dieses Wolfenbüttler Gericht aufgelöst wurde, wurde eine Interimistische Oberappelationsgerichtskommission gegründet, die über die Lipper Prozesse Aufsicht führte. Bereits 1857 schloss man sich dann dem hannoverschen Oberappellationsgericht Celle an, das ab 1866 infolge der preußischen Annexion Hannovers zum preußischen Appellationsgericht hinuntergestuft wurde, bis es 1879 in das Oberlandesgericht umgewandelt wurde, dem Lippe bis 1944 angehören sollte.
1879 wurden im Fürstentum die fünf Verwaltungsämter Blomberg, Brake, Detmold, Schötmar und Lipperode-Cappel eingerichtet. Die Städte Barntrup, Blomberg, Detmold, Horn, Lage, Lemgo und Salzuflen sowie der Flecken Schwalenberg blieben amtsfrei. 1906 erhielt Schwalenberg die Bezeichnung Stadt.
Das Fürstentum Lippe war somit 1910 in acht amtsfreie Städte sowie in fünf Verwaltungsämter mit dreizehn Ämtern gegliedert:
- Amtsfreie Städte Barntrup, Blomberg, Detmold, Horn, Lage, Lemgo, Salzuflen und Schwalenberg
- Verwaltungsamt Blomberg (Ämter Blomberg, Schieder und Schwalenberg) mit 45 Gemeinden und einer Fläche von 199,36 km²
- Verwaltungsamt Brake (Ämter Brake, Hohenhausen, Sternberg-Barntrup und Varenholz) mit 64 Gemeinden und einer Fläche von 364,60 km²
- Verwaltungsamt Detmold (Ämter Detmold, Horn und Lage) mit 64 Gemeinden und einer Fläche von 375,05 km²
- Verwaltungsamt Lipperode-Cappel (Amt Lipperode-Cappel) mit 3 Gemeinden und einer Fläche von 7,66 km²
- Verwaltungsamt Schötmar (Ämter Oerlinghausen und Schötmar) mit 34 Gemeinden und einer Fläche von 158,06 km²

Verwaltungsgliederung mit Einwohnerzahl 1871
| Städte             | Einwohner 1871 |
| ------------------ | -------------- |
| Barntrup           | 01.116         |
| Blomberg           | 02.203         |
| Detmold            | 06.469         |
| Horn               | 01.717         |
| Lage               | 02.514         |
| Lemgo              | 04.801         |
| Salzuflen          | 02.072         |
| Ämter              | Einwohner 1871 |
| Blomberg           | 03.608         |
| Brake              | 07.981         |
| Detmold            | 08.513         |
| Hohenhausen        | 06.482         |
| Horn               | 05.800         |
| Lage               | 13.406         |
| Lipperode          | 00.728         |
| Oerlinghausen      | 08.571         |
| Schieder           | 03.660         |
| Schötmar           | 10.806         |
| Schwalenberg       | 06.225         |
| Sternberg-Barntrup | 09.223         |
| Varenholz          | 05.140         |

## Fürsten
Die Grafen zu Lippe stammten aus dem hochadligen Haus Lippe, dessen erstes Oberhaupt 1123 erwähnt wurde. Die meisten Fürsten stammten aus der Linie Lippe-Detmold. Nach heftigen Erbstreitigkeiten ging die Regentschaft zunächst auf die Linie Schaumburg-Lippe über (die Länder Schaumburg-Lippe und Lippe waren aber nur verbunden und nicht vereinigt), zuletzt auf die Linie Lippe-Biesterfeld, die bis dahin kein eigenes Territorium besaß.
Bereits 1720 beabsichtigte der römisch-deutsche Kaiser, Graf Simon Heinrich in den Reichsfürstenstand zu erheben. Die damit verbundenen Kosten von 4400 Reichstalern konnten allerdings erst 1789 von einem Nachfolger, Leopold I., aufgebracht werden. Erst mit 69 Jahren Verspätung konnte das zum westfälischen Reichsgrafentum zählende Haus Lippe-Detmold  den Titel eines Fürsten erwerben. Das Land wurde zu einem Reichsfürstentum. Eine umfassende Machtentfaltung blieb aber auch den Fürsten durch die geringe Größe des Landes und die sich daraus nur eingeschränkt ergebende Souveränität beispielsweise in militärischen Fragen, vor allem durch die starke Stellung der Stände, verwehrt.
Bereits 1836 wurden ein Landtag einberufen und die Macht der Fürsten durch eine Verfassung eingeschränkt. Der letzte Fürst dankte in der Novemberrevolution 1918 ab, durfte aber weiterhin im Detmolder Schloss wohnen. Die Nachfahren des letzten Fürsten nennen sich Prinzen zur Lippe. Sie leben bis heute im Schloss zu Detmold. Oberhaupt der Familie war von 1987 bis zu seinem Tod 2015 Armin Prinz zur Lippe-Detmold. Sein Nachfolger ist sein Sohn, Stephan Prinz zur Lippe. Die Fürsten Lippes waren:

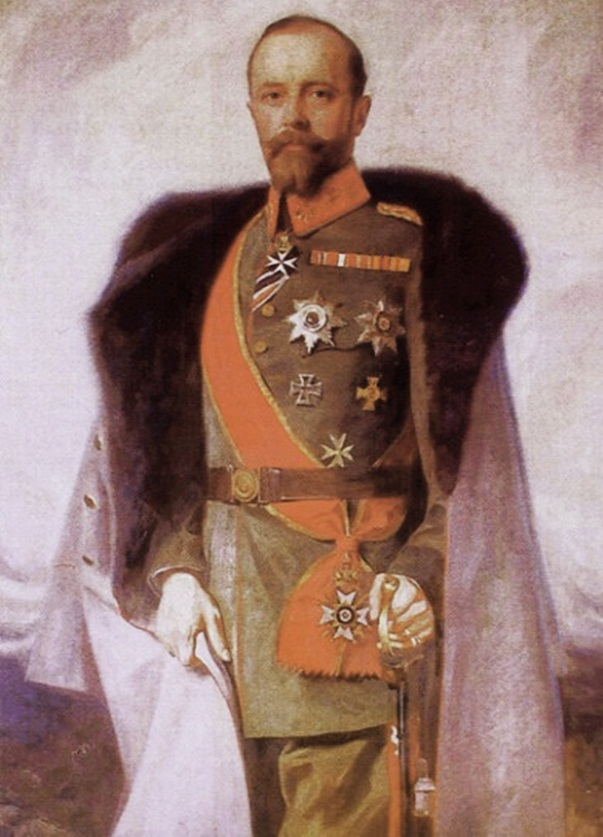
Leopold IV. zur Lippe

- 16. Dezember 1789 bis 4. April 1802:
Fürst Leopold I. (1767–1802)
- 4. April 1802 bis 1. Januar 1851:
Fürst Leopold II. (1796–1851)
  - 4. April 1802 bis 3. Juli 1820:
Regentschaft Fürstin Pauline zur Lippe (1769–1820), Witwe des Fürsten Leopold I.
- 1. Januar 1851 bis 8. Dezember 1875:
Fürst Paul Friedrich Emil Leopold III. (1821–1875)
- 8. Dezember 1875 bis 20. März 1895:
Fürst Woldemar (1824–1895)
- 20. März 1895 bis 13. Januar 1905:
Fürst Karl Alexander (1831–1905)
  - 1895–1897:
Regentschaft Prinz Adolf zu Schaumburg-Lippe (1859–1916)
  - 1897–1904:
Regentschaft Graf Ernst zur Lippe-Biesterfeld (1842–1904)
  - 1904–1905:
Regentschaft Graf Leopold zur Lippe-Biesterfeld (nachm. Fürst Leopold IV.)
- 25. Oktober 1905 bis 12. November 1918:
Fürst Leopold IV.  (1871–1949)

## Staatsministerium

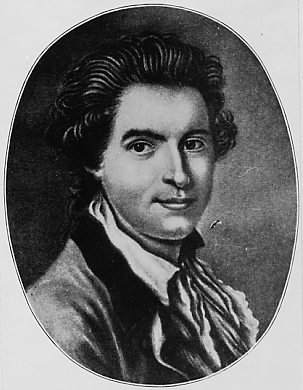
Friedrich Wilhelm Helwing

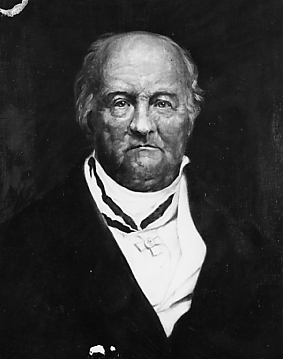
Laurenz Hannibal Fischer

Die höchste Landesbehörde war das Staatsministerium, dem die höheren Verwaltungs- und Justizbehörden untergeordnet waren. Die höhere Landesverwaltungsbehörde war das Regierungskollegium.
| Amtszeit  | Staatsminister                              |
| --------- | ------------------------------------------- |
| 1810–1828 | Karl Friedrich Funk von Senftenau           |
| 1829–1832 | Friedrich Wilhelm Helwing                   |
| 1832–1848 | Wilhelm Arnold Eschenburg                   |
| 1848–1850 | Friedrich Simon Leopold Petri               |
| 1850–1853 | Christian Theodor von Meien                 |
| 1853–1855 | Laurenz Hannibal Fischer                    |
| 1856–1868 | Alexander von Oheimb                        |
| 1868–1872 | Carl Theodor Heldman                        |
| 1872–1875 | Adalbert von Flottwell                      |
| 1876–1885 | August Eschenburg                           |
| 1885–1889 | Hugo Samuel von Richthofen                  |
| 1889–1895 | Friedrich Otto Hermann von Wolffgramm       |
| 1895–1897 | Karl von Oertzen                            |
| 1897–1899 | Karl Gustav Oskar Miesitscheck von Wischkau |
| 1900–1912 | Max von Gevekot                             |
| 1913–1918 | Karl Ludwig von Biedenweg                   |

## Vertretung im Bundesrat
Im Bundesrat des Deutschen Reiches verfügte Lippe über eine Stimme. Der Vertreter wurde durch den Landesherrn ausgewählt. Durch das geringe Stimmengewicht im von Preußen dominierten Bundesrat (17 Vertreter) war Lippe praktisch ohne Bedeutung; es zählte mit weiteren 16 Ländern zu der Gruppe von Kleinstaaten, die mit jeweils nur einer Stimme repräsentiert waren.

## Wirtschaft

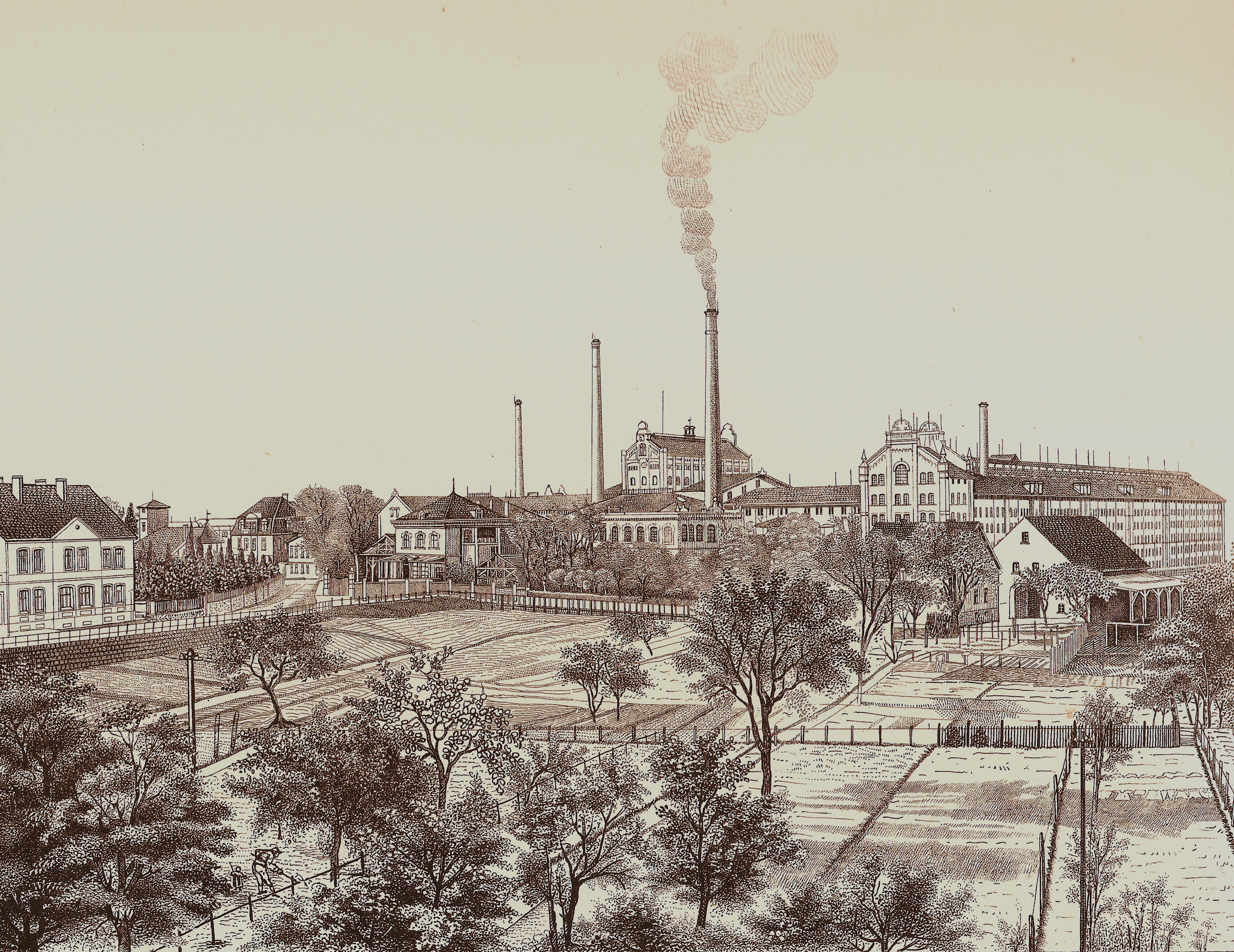
Stärkefabrik Hoffmann um 1890

Neben einer Textilindustrie, die sich auf den Anbau von Flachs und die Verarbeitung zu Leinen stützte, verfügte das Fürstentum über eine berühmte Meerschaumindustrie in Lemgo, eine Saline in Salzuflen (1878: 24.800 Zentner Kochsalz) und eine noch heute existierende Holzindustrie mit zahlreichen Sägemühlen, deren Rohstoff aus den ausgedehnten Wäldern des Landes stammte. Besondere Bedeutung erlangte wie im benachbarten Preußen auch die Zigarrenindustrie, die wie auch zunächst die Textilindustrie in teils protoindustrialistischer Arbeitsteilung im Verlagssystem organisiert war. Daneben gab es Bierbrauereien (u. a. Strate und Falkenkrug), Ziegeleien, eine Zuckerfabrik in Lage und Ölmühlen. Größtes Industrieunternehmen war wohl die Stärkefabrik Hoffmann.
Für die Industrie war der Bau der Lippischen Bahn (1880) sowie der Lippischen Nebenbahn (1895) bedeutsam, die beide den Anschluss an die Stammstrecken der Köln-Mindener Eisenbahn-Gesellschaft sicherstellten. Wirtschaftliche Bedeutung erlangten auch die lippischen Staatsbäder in Bad Meinberg und Bad Salzuflen bzw. die Saline in Bad Salzuflen. Insgesamt war Lippe aber immer ein agrarisch geprägter Staat, der zu den wirtschaftlich schwächeren Ländern des Reiches zählte. Industrie existierte (beispielsweise relativ zum nördlich gelegenen Ravensberger Land) nur in geringem Umfang und basierte wie die Textil- und Holzindustrie direkt auf den land- oder forstwirtschaftlichen Ressourcen des Landes.
Dies war u. a. eine Folge des großen ständischen Einflusses und der zu Beginn der Industrialisierung wenig wirtschaftsfreundlichen Haltung des Monarchen. Seine wirtschaftlichen Interessen lagen vor allem in der Sicherung der eigenen wirtschaftlichen Macht, die sich bis zuletzt weniger aus Steuern denn aus dem direkten Einkommen der fürstlichen Domänen, Forste, Salinen und Staatsbäder ergab. Die lippischen Wanderarbeiter (siehe auch Lippische Ziegler) waren eine Folge dieser wirtschaftlichen Schwäche. Die lössbedeckten Bördelandschaften im Werre- und Begatal ermöglichten immerhin eine auskömmliche Landwirtschaft. In der wenig fruchtbaren Sandlandschaft Senne dagegen war intensive Landwirtschaft kaum möglich. Bedeutung erlangten hier vor allem die Haltung von Weidetieren und die Zucht der Senner Pferde beim fürstlichen Jagdschloss Lopshorn.

## Militär

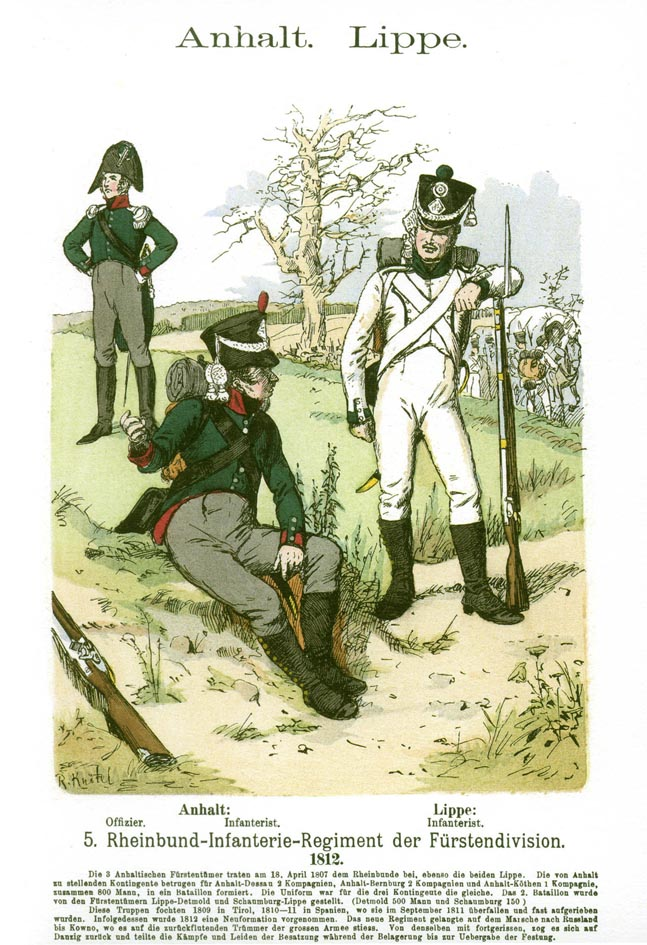
Lipper Schütze (rechts) in der Fürstendivision

Am 5. Mai 1807 wurde ein lippisches Bataillon aufgestellt, das, unter Einbeziehung einer schaumburgisch-lippischen Kompanie, das II. Bataillon des 5. Infanterieregiments der Fürstendivision des Rheinbundes bildete. 1867 schloss Lippe eine Militärkonvention mit Preußen und gehörte fortan dem Ersatzbezirk des VII. Armeecorps, 13. Division, 26. Infanterie-Brigade, an. Am 27. Mai 1867 wurde zur Eingliederung der Lipper in das preußische Heer die Fürstendivision aufgelöst. Die Lipper wurden vor allem für das preußische 6. westfälische Infanterieregiment Nr. 55 verwendet. Der Regimentsstab und das 3. Bataillon waren zuletzt (1918) in Detmold beheimatet. Die Uniform der Lipper war um etwa 1815 französierend in weiß-blau-rot gehalten. Diese Uniform wurde auch auf dem Notgeld der Stadt Detmold um 1920 abgebildet, und sie bleibt durch die Gestaltung der Flasche der Spirituose Lipper Schütze in Erinnerung. Spätestens ab 1867 trugen die Lipper die gewöhnliche preußische Uniform und waren dann nur noch durch die Lipper Kokarde in den Landesfarben gelb-rot-gelb (Abbildung) beim III./IR 55 zu erkennen.
Im eigentlichen Sinne hatte also Lippe spätestens 1867 kein eigenes Militär mehr und sah sich auch davor kaum im Stande, eine autark operierende Truppe in Regimentsstärke aufzustellen. Eine Karikatur dieser militärischen Schwäche zeichnet das Lied Lippe-Detmold, eine wunderschöne Stadt, das sich zu einer Art Regionalhymne des Lipperlandes entwickelte. Darin sieht sich ein lippischer General bereits nach Verlust eines Mannes nicht mehr in der Lage, die Kampagne fortzuführen. Das oben bereits erwähnte Notgeld ist nach der textlichen Vorlage des Liedes gestaltet. Eine gewisse Bedeutung erlangte Lippe weniger durch seine Soldaten denn mit der Anlage des Truppenübungsplatzes Senne.
Siehe auch: Lippische Militär-Verdienstmedaille, lippisches Kriegsverdienstkreuz, Kriegsehrenkreuz für heldenmütige Tat

## Währung
1875 wurde die im ganzen Kaiserreich eingeführte Mark auch Zahlungsmittel im Fürstentum. Die Vorderseite, das Avers, konnte bei den Münzen zu 2, 3, 5, 10 und 20 Mark von den Gliedstaaten des Reiches gestaltet werden. In Lippe erschienen in dieser Zeit Münzen zu 2 Mark (1906) und 3 Mark (1913); beide zeigen das Porträt des regierenden Fürsten Leopold IV.

## Wappen

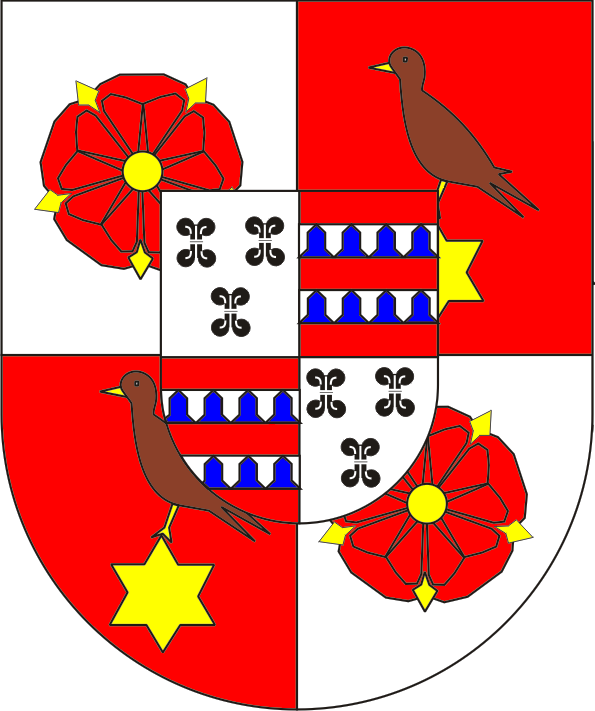
1687–1798
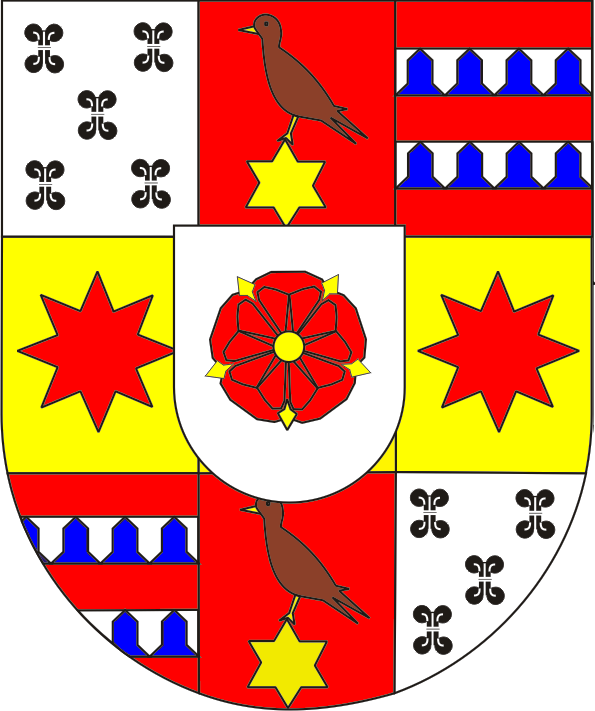
1798
Kleines Staatswappen des Fürstentums
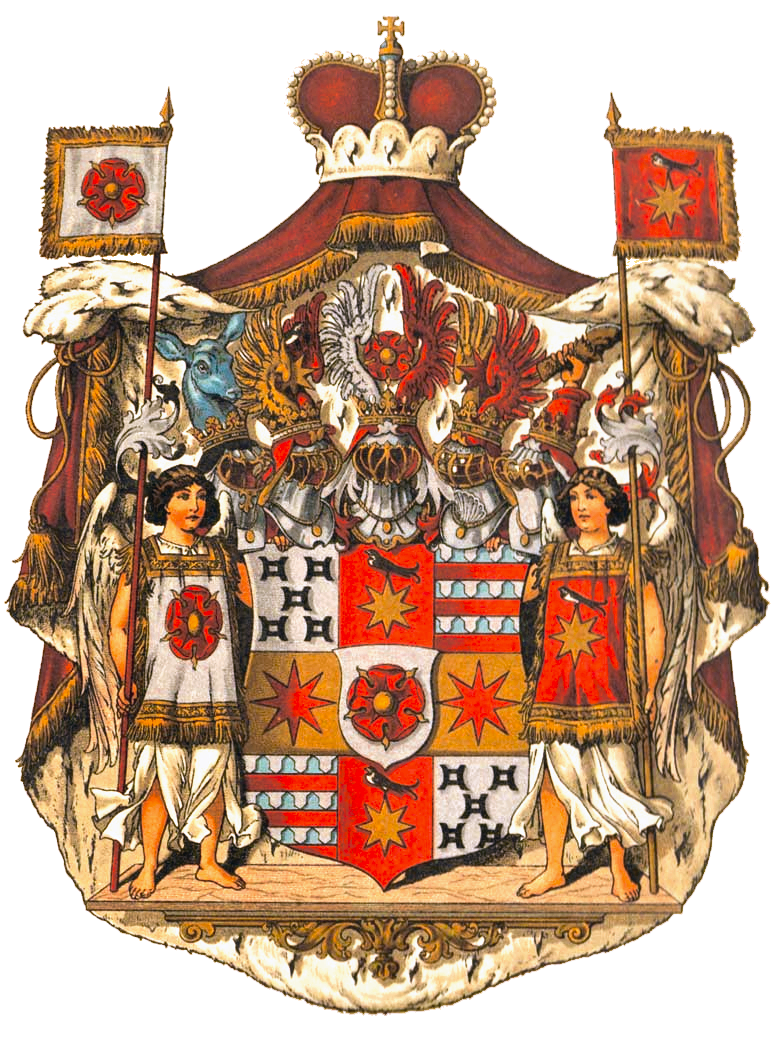
Großes Staatswappen des Fürstentums

## Orden und Ehrenzeichen

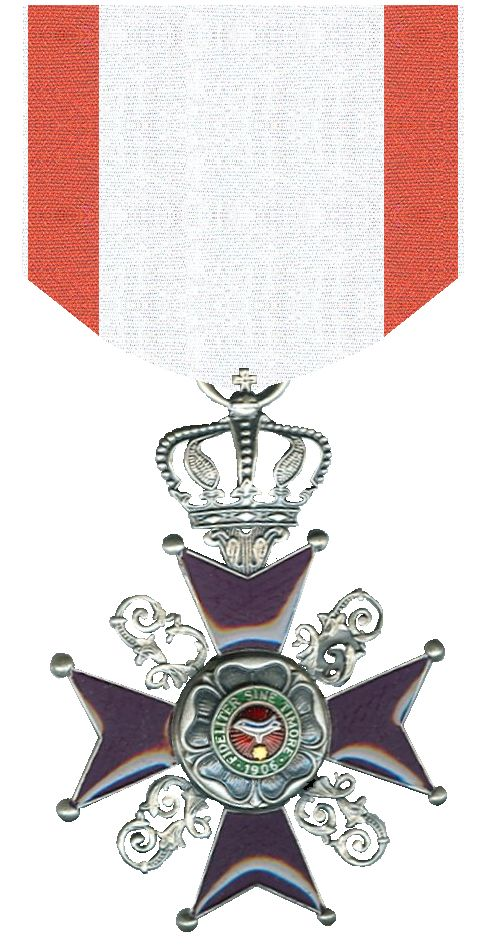
Leopold-Orden

Als souveräner Staat vergab Lippe auch Orden und Ehrenzeichen. Die meisten Orden und Ehrenzeichen stammen aus der Zeit des Fürstentums, aber auch in der Republik wurden weiterhin Orden verliehen. Dies waren u. a.:
- Rettungsmedaille für heldenhafte Rettung von Leben oder Besitz
- Orden für Kunst und Wissenschaft
- Lippischer Hausorden, gemeinsamer Hausorden des Hauses Lippe für Verdienste am lippischen oder schaumburg-lippischen Fürstenhaus
- Leopold-Orden für Verdienste um den Staat
- Kriegsverdienstkreuz für Tapferkeit im Krieg
- Kriegsehrenkreuz für heldenmütige Tat für Heldentum im Krieg
- Militär-Verdienstmedaille für Militärangehörige
- Kriegs-Ehrenmedaille für Verdienste um die öffentliche Wohlfahrt, insbesondere in der Pflege der verwundeten und erkrankten Krieger
- Bertha-Orden, Frauenverdienstorden in vier Klassen

## Bevölkerung
Das Fürstentum (1887: 1.215,20 km²) zählte
- 1871: 111.135 Einwohner
- 1881: 112.452 Einwohner
- 1885: 123.212 Einwohner
- 1905: 145.610 Einwohner
- 1910: 150.937 Einwohner

Zum Vergleich: Der heutige, 1.246,29 km² große Landesteil von Nordrhein-Westfalen zählt
- 2008: 355.178 Einwohner